# Raymond Hamers
Raymond Hamers (7 september 1932 – Sint-Genesius-Rode, 22 augustus 2021) was een Belgisch immunoloog en professor aan de Vrije Universiteit Brussel (VUB).

## Carrière
Hamers was in 1989 een van de ontdekkers van een nieuw soort eenvoudige antilichamen in het bloed van kameelachtigen, die enkel zware ketens bevatten (heavy chain antibodies). Een sub-eenheid daarvan, het variabel deel van deze antilichamen (variable part of heavy chain antibodies (VHHs)) kan men op eenvoudige wijze isoleren, en is tien keer kleiner dan een gewoon antilichaam, terwijl de typische functionele eigenschappen van een antilichaam behouden blijven. Zulke VHHs worden ook nanobodies genoemd, en bleken over unieke eigenschappen te beschikken. Ze worden gebruikt in een groot aantal medische gebieden zoals oncologie, infectiologie en immunologie, variërend van wetenschappelijk onderzoek tot medicijnontwikkeling.
In 2001 leidde deze ontdekking tot de oprichting van Ablynx, een biofarmaceutisch bedrijf. De eerste goedkeuring van een op nanobodies gebaseerd geneesmiddel was in 2018, toen Caplacizumab, ontwikkeld door Ablynx, werd gelanceerd voor de behandeling van verworven trombotische trombocytopenische purpura (TTP). In 2018 kocht Sanofi het Belgische bedrijf Ablynx voor €3,9 miljard.
Hamers bleef zich bezighouden met lesgeven en onderzoek. In 2013 richtte hij de leerstoel History and Philosophy of Sciences aan de VUB op.

## Privéleven en overlijden
Hamers was getrouwd met Cécile Casterman, eveneens professor aan de VUB en medeoprichtster van Ablynx, tot haar overlijden in oktober 2020. Op 22 augustus 2021 overleed Hamers op 88-jarige leeftijd.